# Alliance of Women Film Journalists EDA Awards 2007
2. ročník Alliance of Women Film Journalists EDA Awards se konal 11. prosince 2007. Speciální ocenění za největší úspěch ve filmovém průmyslu získala Kathleen Kennedy. Za aktivismus získala cenu Angelina Jolie.

## Vítězové a nominovaní

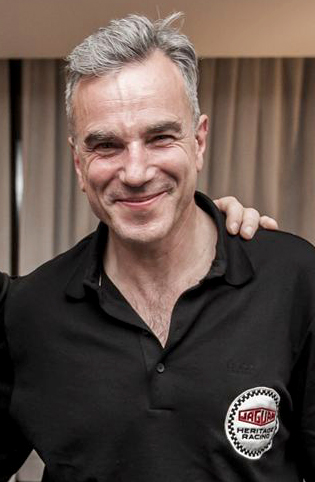
Daniel Day-Lewis, vítěz v kategorii nejlepší mužský herecký výkon v hlavní roli

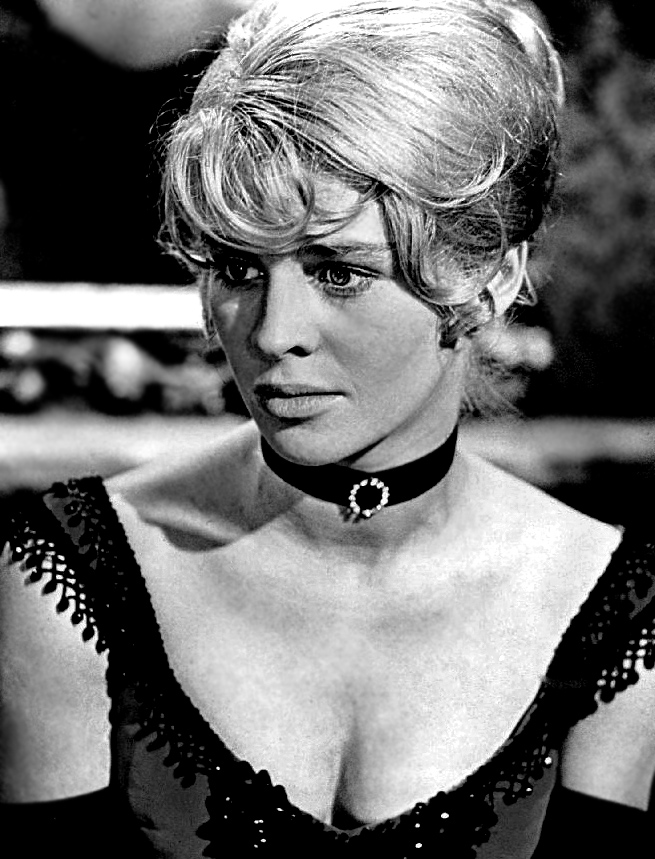
Julie Christie, vítězka v kategorii nejlepší ženský herecký výkon v hlavní roli

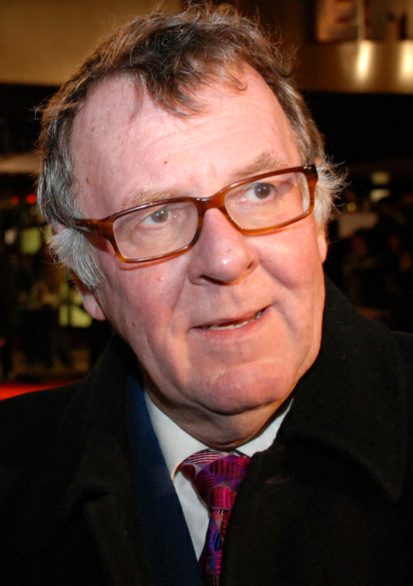
Tom Wilkinson, vítěz v kategorii nejlepší mužský herecký výkon ve vedlejší roli

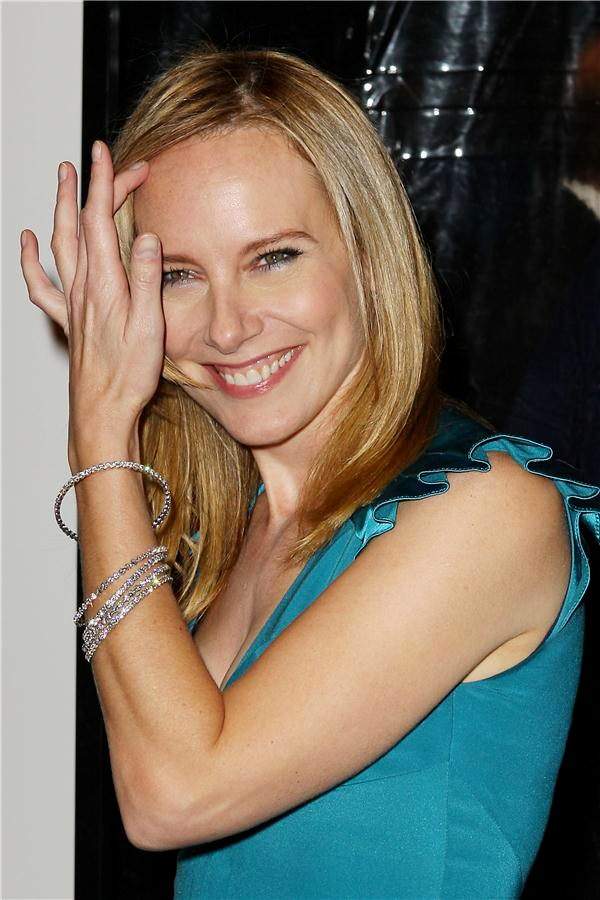
Amy Ryan, vítězka v kategorii nejlepší ženský herecký výkon ve vedlejší roli

Tučně jsou označeni vítězové.

### Nejlepší film
Tahle země není pro starý
- Pokání
- Skafandr a motýl
- Útěk do divočiny

### Nejlepší režie
Tahle země není pro starý – Bratři Coenové
- Skafandr a motýl – Julian Schnabel
- Útěk do divočiny – Sean Penn
- Daleko od ní – Sarah Polley

### Nejlepší adaptovaný scénář
Sarah Polley – Daleko od ní
- Marjane Satrapi a Vincent Paronnaud – Persepolis
- Christopher Hampton – Pokání
- Bratři Coenové – Tahle země není pro starý
- Ronald Harwood – Skafandr a motýl

### Nejlepší původní scénář
Diablo Cody – Juno
- Nancy Oliver – Lars a jeho vážná známost
- Tony Gilroy – Michael Clayton
- Tamara Jenkins – Divoši

### Nejlepší mužský herecký výkon v hlavní roli
Daniel Day-Lewis – Až na krev
- Johnny Depp – Sweeney Todd: Ďábelský holič z Fleet Street
- Viggo Mortensen – Východní přísliby
- Tommy Lee Jones – V údolí Elah

### Nejlepší ženský herecký výkon v hlavní roli
Julie Christie – Daleko od ní
- Ellen Page – Juno
- Marion Cotillard – Edith Piaf
- Laura Linneyová – Divoši

### Nejlepší mužský herecký výkon ve vedlejší roli
Tom Wilkinson – Michael Clayton
- Javier Bardem – Tahle země není pro starý
- Casey Affleck – Zabití Jesseho Jamese zbabělcem Robertem Fordem
- Hal Holbrook – Útěk do divočiny

### Nejlepší ženský herecký výkon ve vedlejší roli
Amy Ryan – Gone Baby Gone
- Cate Blanchett – Beze mě: Šest tváří Boba Dylana
- Tilda Swinton – Michael Clayton
- Emily Mortimer – Lars a jeho vážná známost
- Jennifer Jason Leigh – Svatba podle Margot

### Nejlepší cizojazyčný film
Skafandr a motýl (Francie)
- 4 měsíce, 3 týdny a 2 dny (Rumunsko)
- Touha, opatrnost (Tchaj-wan)
- Nový svět (Itálie)
- Persepolis (Francie)

### Nejlepší dokument
Konec v nedohlednu
- To by svedlo každé dítě
- SiCKO
- The Cats of Mirikitani

### Nejlepší obsazení
Juno
- Michael Clayton
- Než ďábel zjistí, že seš mrtvej
- Z vězení do éteru

### Nejlepší střih
Juliette Welfling – Skafandr a motýl
- Jay Rabinowitz – Beze mě: Šest tváří Boba Dylana
- Paul Tothill – Pokání
- Bratři Coenové – Tahle země není pro starý

## Speciální ocenění pro ženy

### Nejlepší režisérka
Sarah Polley – Daleko od ní
- Mira Nair  – Jmenovec
- Tamara Jenkins – Divoši
- Kasi Lemmons – Z vězení do éteru

### Nejlepší scenáristka
Tamara Jenkins – Divoši
- Sarah Polley – Daleko od ní
- Diablo Cody – Juno
- Adrienne Shelly – Servírka

### Objev roku
Ellen Page – Juno
- Keri Russel – Melodie mého srdce
- Amy Ryan – Gone, Baby, Gone
- Amy Adams – Kouzelná romance

### Nejlepší nováček
Saorise Ronan – Pokání
- Luisa Williams – Day Night Day Night
- Nikki Blonsky – Hairspray
- Wei Tag – Touha, opatrnost

### Cena za humanitární aktivismus
Angelina Jolie
- Mia Farrow
- Ruby Dee
- Susan Sarandon

### Celoživotní ocenění
Julie Christie
- Adrienne Shelly
- Mia Farrow
- Vanessa Redgrave

### Skvělý úspěch ženy ve filmovém průmyslu
Kathleen Kennedy za produkci filmů Skafandr a motýl a Persepolis
- Sarah Polley za režii, scénář a produkci filmu Daleko od ní
- Adrienne Shelly za herectví, režii a scénář filmu Servírka

## Speciální ocenění, které stojí za zmínku

### Nestárnoucí herečka
Julie Christie – Daleko od ní
- Brenda Blethyn – Pokání
- Meryl Streep – Hrdinové a zbabělci
- Vanessa Redgrave – Pokání

### Z herečky režisérkou
Sarah Polley – Daleko od ní
- Adrienne Shelly – Servírka
- Julie Delpy – 2 dny v Paříži
- Kasi Lemmons – Z vězení do éteru

### Největší věkový rozdíl mezi partnery ve filmu
Robin Wright (41), Ray Winstone (40) a Anthony Hopkins (70) – Beowulf
- Téa Leoni (41) a Ben Kingsley (64) – Deník zabijáka

### Herečka, potřebující nového agenta
Hilary Swank
- Catherine Zeta-Jones
- Halle Berryová
- Nicole Kidman

### Nejlepší zobrazení nahoty nebo sexuality
Viggo Mortensen – Východní přísliby
- Marisa Tomei a Philip Seymour Hoffman – Než ďábel zjistí, že seš mrtvej
- Keira Knightley – Pokání
- Wei Tang – Touha, opatrnost

### Nejlepší svádění
Keira Knightley a James McAvoy – Pokání (remíza)
Tabu a Irrfan Khan – Jmenovec (remíza)
Ellen Page a Michael Cera – Juno
Keri Russel a Nathan Fillion – Servírka

### Nejodvážnější výkon
Julie Christie – Daleko od ní
- Jodie Foster – Mé druhé já
- Kate Dickie – Red Road

### Nezapomenutelná scéna
Viggo Mortensen – Východní přísliby
- Mutant
- Nový svět
- Emily Hirsh – Útěk do divočiny

### Film, který si chtěl milovat, ale prostě si nemohl
Svatba podle Margot
- Ten večer
- Vlastní pravidla
- Reservation Road

### Sequel, který se neměl natočit
Shrek Třetí
- Křižovatka smrti 3
- Piráti z Karibiku: Na konci světa
- Spider-Man 3

### Síň studu
Norbit
- Beowulf
- Holka na hlídání
- V řetězech
- Divočáci